# I bitwa nad Bull Run
I bitwa nad Bull Run (znana również jako I bitwa pod Manassas) – pierwsza znacząca bitwa lądowa podczas wojny secesyjnej. Rozegrała się 21 lipca 1861 roku w okolicach Manassas w Wirginii pomiędzy wojskami Unii i Skonfederowanych Stanów Ameryki. Bitwa zakończyła się zwycięstwem konfederatów, a dzięki niej generał Thomas Jackson uzyskał przydomek Stonewall. Po bitwie generał Unii, McDowell został zwolniony i zastąpiony przez George’a McClellana.
Po bitwie nad Bull Run obie strony konfliktu zdały sobie sprawę z faktu, że wojna będzie znacznie dłuższa i bardziej krwawa, niż pierwotnie zakładano. Pierwsza znacząca bitwa lądowa uwypukliła wiele problemów i braków typowych dla pierwszego roku wojny. Piechota nie chroniła odsłoniętej artylerii, zwiad taktyczny był minimalny, a żaden dowódca nie był w stanie skutecznie wykorzystać całej swojej siły. McDowell, z 35 000 armią, był w stanie zaangażować w walkę tylko około 18 000 żołnierzy, podobnie jak siły Konfederacji, które z wszystkich 32 000 mężczyzn, zaangażowały w regularną bitwę tylko 18 000 ludzi.

## Tło historyczne

### Irvin McDowell
Generał Irvin McDowell miał powody, aby niechętnie prowadzić swoich żołnierzy „na Richmond” w lipcu 1861 r. Zaplanowany na 8 lipca wymarsz 30 000 ludzi McDowella został opóźniony ze względu na brak wozów zaopatrzeniowych i konieczność zorganizowania przybywających na ostatnią chwilę pułków w brygady i dywizje. Gdy armia 16 lipca w końcu wyruszyła, zaczął zbliżać się koniec okresu zaciągu wielu dziewięćdziesięciodniowych jednostek. Pułk piechoty i bateria artylerii zawróciły do domu w przeddzień bitwy. Dłuższe okresy na jakie zaciągali się Konfederaci dawały im psychologiczną przewagę, gdyż rekruci, których okres służby dobiegał końca byli mniej zmotywowani do walki.
W Dolinie Shenandoah generał Robert Patterson podobnie obawiał się, że jego zaciągnięci na 90 dni rekruci w jego 15 000 armii nie dadzą z siebie wszystkiego w ewentualnej bitwie przeciwko 11 000 Konfederatów Josepha E. Johnstona. Był to jeden z wielu powodów, dla których Pattersonowi nie udało się wypełnić zadania związania sił Johnstona w Dolinie, podczas gdy McDowell atakował Beauregarda pod Manassas. Patterson był także zmylony licznymi rozkazami z Waszyngtonu, które nie wyjaśniały, czy ma atakować czy tylko manewrować przeciwko Johnstonowi. Mylnie uważając, że przeciwnik ma przewagę liczebną, zdecydował się na bezpieczniejsze manewrowanie. 18 i 19 lipca Johnston wymknął mu się, pomaszerował z Winchester do kolei w Piedmont i załadował na pociąg do Manassas. Z jego przybyciem Konfederaci pod Manassas zrównali swoje siły z atakującym McDowellem.

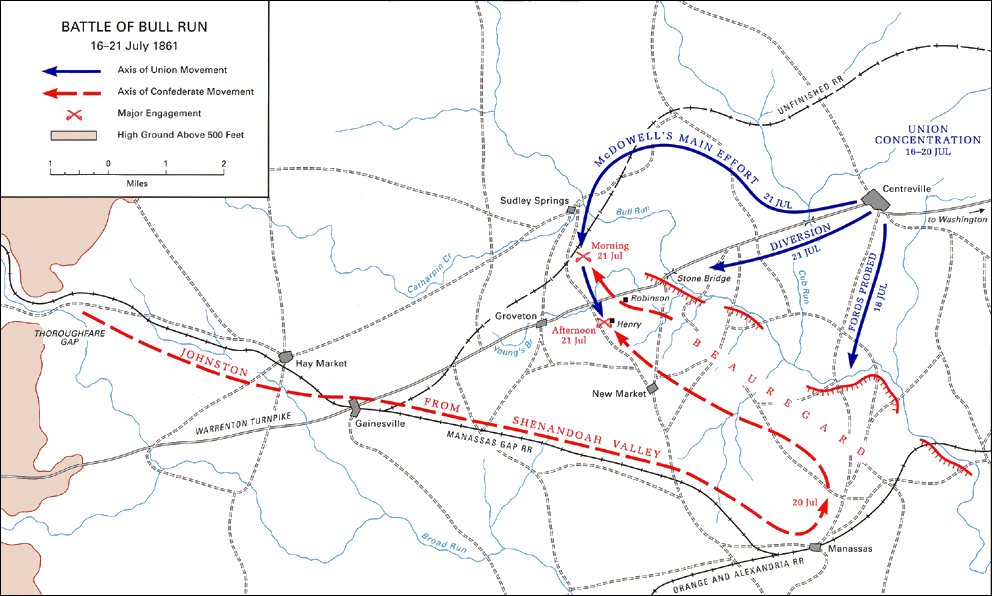
Manewry 16–21 lipiec, 1861

### Siatka szpiegowska w Waszyngtonie oraz rekonesans McDowella
Beauregard został uprzedzony o marszu McDowella przez swoją siatkę szpiegowską w Waszyngtonie, na czele której stała Rose O’Neal Greenhow, przyjaciółka wielu znaczących północnych polityków, ale także konfederacki szpieg. Gdy Jankesi w końcu dotarli do Centreville, trzy mile od konfederackich umocnień nad Bull Run, zjedli już całą żywność i musieli czekać kolejny dzień na dowiezienie nowej. Ze względu na brak wyszkolonej kawalerii McDowell sam przeprowadził rekonesans sił nieprzyjaciela i stwierdził, że ciężki teren i silne umocnienia na konfederackim prawym skrzydle uniemożliwiają jego odwrócenie, jak początkowo planował.

### Plan McDowella i preludium do bitwy
McDowell opracowywał plan ataku na lewe skrzydło i rozpoznawał prowadzące tam drogi. W tym samym czasie przeciążona linia kolejowa pracowała pełną parą, przywożąc kolejne jednostki Johnstona pod Manassas. Gdy McDowell w końcu rozpoczął swój atak 21 lipca, trzy brygady z Doliny były już na miejscu, a czwarta w drodze. Pomimo opóźnień, atak McDowella był bliski sukcesu. Beauregard rozstawił swoje jednostki wzdłuż południowego brzegu Bull Run, porośniętej na brzegach drzewami rzeki płynącej o kilka mil na północ od Manassas. Konfederackie pułki strzegły mostu kolejowego z prawej, mostu na Trakcie Warrenton sześć mil w górę strumienia na lewo i pół tuzina brodów pomiędzy mostami. Spodziewając się, że McDowell zaatakuje w kierunku linii kolejowej, Beauregard umieścił dziewięć ze swoich dziesięciu i pół brygad na tym skrzydle, z którego planował wyprzedzić Jankesów poprzez własne uderzenie rankiem, 21 lipca. Zamiast tego tuż po wschodzie słońca huk artylerii i trzask karabinów wiele mil na północ w górę rzeki oznajmił mu, że McDowell pierwszy wprawił w ruch zaskakujące uderzenie.

## Bitwa

### Poranne uderzenie na Matthews Hill – ranek

Zarys sytuacji – ranek 21 lipca

Kolumna uderzeniowa Unii w sile 10 000 ludzi zaatakowała 21 lipca 1861 roku o 2:00 i przedzierała się przez zarośla i koleiny szlaku dla wozów w sześciomilowym marszu oskrzydlającym, podczas gdy inne pułki wykonywały atak pozorowany na most na Trakcie. Kolumna flankująca przeprawiła się przez Bull Run dwie mile w górę rzeki od mostu, gdzie żaden Konfederata się ich nie spodziewał. Dowódcą sił rebelianckich przy moście był pułkownik Nathan „Shanks” Evans, doświadczony żołnierz z Południowej Karoliny. Rozumiejąc, że ostrzał mostu jest tylko zmyłką i dostrzegając tumany kurzu wzniecane przez kolumnę flankującą po swojej lewej stronie, przerzucił większość swoich żołnierzy, aby stawić czoła pierwszej brygadzie Jankesów. Evans spowolnił atak Unii wystarczająco, aby zdążyły nadejść ze wsparciem dwie brygady Konfederatów.

### Atak na Henry House Hill – południe

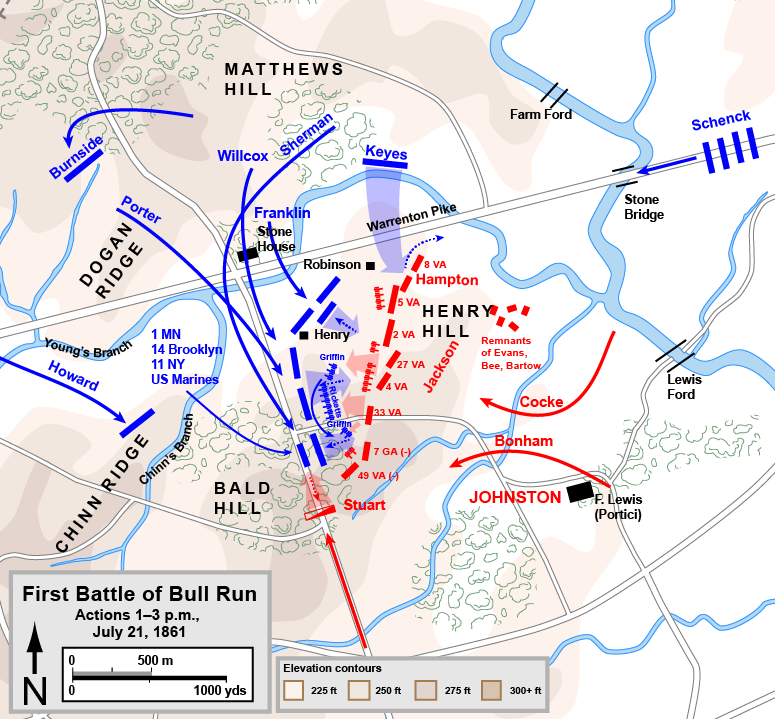
Atak na Henry House Hill – południe

Przez dwie godziny 4500 żołnierzy konfederatów ustępowało 10 000 Jankesów na północ od Traktu. Brak doświadczenia nie pozwolił jednak północnym oficerom zmontować skoordynowanego ataku różnych pułków. Pomimo tego przewaga liczebna dała o sobie znać i odepchnęła Konfederatów za Trakt i na zbocza wzgórza Henry House Hill (nazwane tak od domu Judith Henry). Wiele pułków konfederackich załamało się i uciekło na tyły; McDowell najwyraźniej był o krok od oszałamiającego sukcesu.
Johnston i Beauregard wysłali dodatkowe wsparcie konfederackiemu lewemu skrzydłu i osobiście pojawili się na linii walk, gdzie pomogli zebrać rozbite jednostki Konfederatów. Przez kolejne popołudniowe godziny fala ataków i kontrataków przewalała się przez wzgórze Henry House Hill. Po stronie Unii walczyli Ambrose E. Burnside, William Tecumseh Sherman i Oliver O. Howard, każdy z nich dowodził brygadą; po stronie Konfederacji Beauregard i Johnston, ten pierwszy dowodzący w polu, ten drugi dowodzący całością sił; obok nich James E. B. Stuart, dowódca pułku kawalerii, który złamał jeden z ataków piechoty Unii frontalną szarżą; Wade Hampton, którego legion z Południowej Karoliny poniósł ciężkie straty; Thomas J. Jackson, dawny profesor VMI obecnie dowodzący brygadą Wirginii z Doliny Shenandoah.
Gdy konfederackie pułki walczące od rana wycofywały się w południe przez wzgórze, Jackson rozwinął swoich żołnierzy w linię tuż za grzbietem wzgórza. Brygada Jacksona powstrzymała natarcie Unii i poniosła wyższe straty, niż jakakolwiek inna południowa brygada tego dnia. Od tej pory Jackson był znany jako „Stonewall – kamienny mur”, a brygada, która tak dzielnie spisała się pod Manassas była znana jako „Brygada Stonewalla”.

### Problemy z umundurowaniem
W trakcie bitwy dochodziło do licznych pomyłek związanych z mundurami. Przy licznych okazjach pułki wstrzymywały ogień w obawie przed ostrzelaniem swoich lub otwierały omyłkowy ogień biorąc swoich za wrogów. Ten sam problem pojawił się przy narodowych flagach niesionych przez każdy pułk. Z jedenastoma gwiazdami w okręgu na granatowym polu umieszczonym w rogu flagi z dwoma poziomymi czerwonymi pasami i rozdzielającym je białym konfederackie „gwiazdy i belki” mogły w bitewnym zamieszaniu łatwo pomylić się z „gwiazdami i pasami”. Później Beauregard opracował nowy wzór flagi, umieszczając białe gwiazdy na granatowym krzyżu Świętego Andrzeja umieszczonym na czerwonym tle, co dało powszechnie znaną flagę Konfederacji.
Jedna pomyłka w rozpoznawaniu mundurów wpłynęła na losy bitwy. W szczytowym momencie walk o Henry House Hill dwie baterie federalne wybijały wyrwy w liniach konfederackich. Ubrany na granatowo pułk wyłonił się spośród drzew o 70 jardów na prawo od dwóch z dział. Sądząc, że to wsparcie piechoty o które proszono, artylerzyści wstrzymali ogień na chwilę, podczas której pułk, który okazał się być 33. Wirginii, uniósł karabiny do ramion i dał salwę. Działa zostały pozbawione załogi, a atak federalny na tym odcinku stracił spójność.

### Kontratak Południa
Późnym popołudniem północna armia straciła jakąkolwiek spójność, jaką w ogóle miała, gdy pułki kontynuowały walkę pojedynczo, maruderzy zaczęli się wymykać na tyły, a McDowellowi nie udało się wprowadzić dwóch rezerwowych brygad do akcji. Johnston i Beauregard dla odmiany rzucili do walki wszystko co mieli, wliczając w to czwartą, ostatnią brygadę z Doliny, która około 16:00 prosto z pociągów pomaszerowała do walki. W tym momencie rebelianci mieli porównywalną liczbę ludzi w bezpośredniej strefie walki (około 18 000 ostatecznie brało udział w bitwie po każdej stronie) i zdecydowaną przewagę w wypoczętych żołnierzach. Większość pułków Unii maszerowała i walczyła przez większą część 14 godzin, prawie bez posiłku i wody w gorący, duszny dzień. W tym momencie, wyczuwając przewagę, Beauregard pchnął Konfederatów do kontrataku wzdłuż całej linii.

## Odwrót wojsk Unii

Odwrót wojsk Unii – godz. 16.00

Zaskoczeni kontratakiem, zniechęceni i wyczerpani Jankesi, których trzymiesięczna służba właśnie dobiegała końca stwierdzili, że zrobili już swoje. Zaczęli się wycofywać, najpierw powoli i stawiając opór, lecz w narastającej panice, gdy ich oficerowie stracili nad nimi kontrolę, żołnierze oddzielali się od swoich kompanii. Wycofywanie się przerodziło się w ucieczkę, gdy żołnierze porzucali karabiny, plecaki i wszystko to, co mogło ich spowolnić w dzikiej ucieczce ku przeprawie przez Bull Run. Niektóre jednostki Shermana i liczne kompanie sił regularnych utrzymały dyscyplinę i sformowały straż tylną, która spowolniła zdezorganizowany pościg rebeliantów. Uciekający żołnierze wymieszali się ze spanikowanymi cywilami.
Niektórzy kongresmani na próżno usiłowali powstrzymać oszalałych ze strachu żołnierzy, znajdujących się teraz o mile od pola bitwy i najwyraźniej bez zamiaru zatrzymywania się wcześniej niż za Potomakiem. „Im dalej uciekali, tym bardziej byli przerażeni”, stwierdził jeden z kongresmanów.

Wzywaliśmy ich do zatrzymania się, próbowaliśmy powiedzieć, że nic im nie grozi, nakazywaliśmy im stać. Nazywaliśmy ich tchórzami, potępialiśmy ich najbardziej obraźliwymi słowami, wyciągnęliśmy rewolwery i groziliśmy, że będziemy strzelać – wszystko na próżno. Okrutna, szalona, bezbrzeżna panika ogarnęła ich i roznosiła się na każdego na przedzie i tyłach. Było potwornie gorąco, chociaż była już szósta; ludzie byli wyczerpani – dyszące usta, spękane wargi poczerniałe od prochu z ładunków, które odgryzali w bitwie, oczy pusto patrzące przed siebie; nikt nigdy nie widział tak ponurego obrazu.

Na drugim brzegu Bull Run wiwatujący rebelianci świętowali swoje zwycięstwo i spędzali setki federalnych jeńców. Sam Jefferson Davis pojawił się na polu bitwy w chwili zwycięstwa. Johnston przyjechał z wieścią o konfederackim triumfie. Davis w euforii nakazał żywy pościg za pobitym nieprzyjacielem. Chociaż niektóre konfederackie jednostki przeszły milę czy dwie za Bull Run, Johnston i Beauregard uważali, że dalszy pościg nie jest możliwy. W słowach Johnstona: „nasza armia była bardziej zdezorganizowana po zwycięstwie niż nieprzyjaciel po porażce".

## Rezultaty

### Płonne nadzieję zdobycia Waszyngtonu
Gdy skala konfederackiego zwycięstwa stała się w pełni jasna w kolejnych tygodniach, gazety zaczęły szukać kozła ofiarnego winnego niepowodzenia „podążania za zwycięstwem i zajęcia Waszyngtonu”. Spór wybuchł pomiędzy zwolennikami każdego z trzech dowódców – Davisa, Johnstona i Beauregarda – obwiniającymi się nawzajem o to „niepowodzenie”. Szansa zdobycia Waszyngtonu w lipcu 1861 r. nie była możliwa, jak rozsądnie oceniali wszyscy trzej. McDowell uformował z wypoczętych rezerw linię obronną pod Centreville w nocy 21 lipca. Następnego ranka ulewne deszcze zmieniły drogi w grzęzawiska. Konfederacka logistyka nie była w stanie wesprzeć marszu naprzód nawet przy dobrej pogodzie. Składy armii w Manassas były prawie pozbawione żywności. Pomimo nastroju paniki w Waszyngtonie rebelianci nie mogli nadejść.

### Wpływ na Konfederację
W lipcu 1861 r. kontrowersje w kwestii braku pościgu były dopiero kwestią przyszłości. Południe wybuchło radością ze zwycięstwa. Bitwa pod Manassas (lub nad Bull Run, jak ją nazwano na Północy) była jednym z najbardziej zdecydowanych taktycznych zwycięstw tej wojny. Chociaż dla wielu Południowców jej konsekwencje strategiczne były nikłe, to bitwa powstrzymała na osiem miesięcy jakiekolwiek dalsze próby najazdu Unii na Wirginię. Zginęło około 400 Konfederatów; 1600 odniosło rany, z których około 225 później zmarło. Siły Unii także straciły około 625 zabitych i śmiertelnie rannych, 950 rannych i ponad 1200 jeńców.
Prawdopodobnie najdalej sięgającymi konsekwencjami bitwy były te psychologiczne. Radosna celebracja Południa wytworzyła pewność siebie. Manassas było „jedną z decydujących bitew w historii świata”, pisał przywódca polityczny, Robert R. R. Cobb z Georgii. Edmund Ruffin uważał, że „to ciężko wywalczone zwycięstwo w rzeczywistości kończy wojnę”.

### Wpływ na Unię i kolejne wydarzenia
Długotrwałym efektem bitwy nad Bull Run na Północy nie był jednak defetyzm, ale odnowiona determinacja. Chociaż wstrząśnięci wieściami znad Bull Run, Abraham Lincoln i generał Winfield Scott nie wpadli w panikę. Dzień po Bull Run Lincoln podpisał dekret wzywający pod broń 500 000 ochotników na trzy lata. Trzy dni później podpisał drugi dekret, wzywający pod broń kolejnych 500 000 ludzi. Ochotnicy tłoczyli się w biurach rekrutacyjnych przez kilka następnych tygodni, oferty nowych pułków nadpływały od północnych gubernatorów, a w końcu i same pułki zaczęły spływać do zatłoczonych obozów szkoleniowych wokół Waszyngtonu, gdzie czekał na nie ich nowy dowódca generał George B. McClellan.
O 2:00, rankiem po bitwie nad Bull Run, telegram wezwał McClellana do objęcia dowodzenia nad tą nową armią ochotników zaciągniętych na trzy lata, która wkrótce miała otrzymać miano Armii Potomaku. Gdy McClellan przybył do Waszyngtonu 26 lipca stwierdził, że:

Nie ma armii, którą mógłby dowodzić – jedynie zbieranina pułków rozłożona wzdłuż brzegów Potomaku, niektóre kompletnie niewyszkolone, inne bez ducha po niedawnej porażce.

Można w tych słowach zapewne wykryć samochwalczą przesadę, ale McClellan osiągnął wszystko, czego od niego oczekiwano przez pierwsze dwa miesiące swojego dowodzenia. Jego komisje egzaminacyjne pozbyły się z armii niekompetentnych oficerów. McClellan przekuł Armię Potomaku w maszynę bojową – co było istotnym wkładem w ostateczne zwycięstwo Unii.